# Alamosa East
Alamosa East – jednostka osadnicza w Stanach Zjednoczonych, w stanie Kolorado, w hrabstwie Alamosa.